# Premis YoGa 1997
Els 8è Premis YoGa foren concedits al "pitjoret" de la producció cinematogràfica de 1996 per Catacric l'1 de febrer de 1997 "a Barcelona" per un jurat anònim.

## Guardonats
| Secció           | Premi               | Nom                                                               | Guanyador                             |
| ---------------- | ------------------- | ----------------------------------------------------------------- | ------------------------------------- |
| Cinema estranger | Pitjor pel·lícula   | "Tú okupa, que nosotros limpiamos la cárcel"                      | The Rock                              |
| Cinema estranger | Pitjor director     | "Mamá, quiero ser Spielberg"                                      | Roland Emmerich, per Independence Day |
| Cinema estranger | Pitjor actor        | "Painting for Richard, sin ton Nixon"                             | Anthony Hopkins, per Nixon            |
| Cinema estranger | Pitjor actriu       | "Abajo el periscopio"                                             | Demi Moore, per Striptease            |
| Cinema espanyol  | Pitjor pel·lícula   | "El cortador de césped"                                           | Más allá del jardín                   |
| Cinema espanyol  | Pitjor direcció     | "La Dolce Jeta"                                                   | Bigas Luna, per Bámbola               |
| Cinema espanyol  | Pitjor actor        | "¿Qué me dices?"                                                  | Juan Diego Botto, per La Celestina    |
| Cinema espanyol  | Pitjor actriu       | "Tu nombre envenena mis sueños"                                   | Najwa Nimri, per Pasajes              |
| Cinema espanyol  | Trajectòria         | "El pecador de Formentera"                                        | Francesc Bellmunt                     |
| Especials        | Uno de los nuestros | "A Wong Foo, gracias por todo"                                    | Antonio Gasset Dubois                 |
| Especials        | Uno de los nuestros | "Perdona, Gorina, pero Sitges me quería a mí (Kietu Paradu Niñu)" | Àlex Gorina                           |
| Especials        | Clásicos rehechos   | "No me toques el mito, que me irrito"                             | Remakes de Diabòliques i Sabrina      |
| Especials        | Para dormirse       | ¿Qué hora es?                                                     | To Vlemma tu Odissea i Underground    |